# I Greens in città
I Greens in città (Big City Greens) è una serie animata statunitense creata dai fratelli Chris e Shane Houghton e prodotta dalla Walt Disney Television Animation. La serie è in onda negli Stati Uniti su Disney Channel e in Italia su Disney XD dal 18 giugno 2018 e in prima TV free su K2 dall'8 aprile 2024.
Il 17 maggio 2018, un mese prima del debutto, la serie è stata rinnovata per una seconda stagione.

## Trama
La serie ruota intorno alle vicende quotidiane di Cricket Green, un malizioso ma ottimista ragazzo di campagna che, insieme a sua sorella Tilly e suo padre Bill, si trasferiscono nella casa della nonna in una moderna metropoli.

## Episodi
| Stagione         | Episodi | Prima TV USA  | Prima TV Italia |
| ---------------- | ------- | ------------- | --------------- |
| Prima stagione   | 30      | 2018-2019     | 2018-2019       |
| Seconda stagione | 30      | 2019-2021     | 2022            |
| Terza stagione   | 20      | 2021-2023     | 2023            |
| Quarta stagione  | 30      | 2023-in corso | 2024-2025       |

## Personaggi e doppiatori

### Personaggi principali
- Cricket Green, doppiato originalmente da Chris Houghton, doppiato in italiano da Stefano Broccoletti (dialoghi), Daniele Giuliani (canto).
Un ragazzo di campagna che fa fatica a trasferirsi dalla fattoria in una grande metropoli.
- Tilly Green, doppiata originalmente da Marieve Herington, doppiata in italiano da Emanuela Ionica.
La sorella maggiore di Cricket.
- Bill Green, doppiato originalmente da Bob Joles, doppiato in italiano da Massimo Bitossi.
Il padre di Cricket e Tilly.
- Nonna Alice Green, doppiata originalmente da Artemis Pebdani, doppiata in italiano da Antonella Baldini.
La nonna di Cricket e Tilly e madre di Bill.

### Personaggi ricorrenti
- Nancy Green, doppiata originalmente da Wendi McLendon-Covey (da adulta) e Candace Kozak (da bambina), doppiato in italiano da Paola Majano (da adulta) e Sara Ciocca (da bambina).
La madre di Cricket e di Tilly e la ex moglie di Bill.
- Remy, doppiato originalmente da Zeno Robinson, doppiato in italiano da Lorenzo Crisci.
Un amico di Cricket e di Tilly.
- Gloria Sato, doppiata originalmente da Anna Akana, doppiata in italiano da Eleonora Reti.
Una cameriera che lavora dalla caffetteria che è vicino alla casa dei Green.
- Ufficiale Keys, doppiato originalmente da Andy Daly (da adulto), Jason Maybaum (da bambino), doppiato in italiano da Francesco De Francesco.
- Chip Whistler, doppiato originalmente da Paul Scheer, doppiato in italiano da Daniele Raffaeli.
 L'antagonista principale della serie, manager e poi CEO del supermercato Wholesome Food prendendo il posto di suo padre e vuole cacciare da Big city i Greens. Ogni volta che perde con i Greens si rompe il dente centrale.

### Personaggi secondari
- Val, doppiato originalmente da Lauren Lapkus, doppiato in italiano da Alessandra Chiari.
- Skids, doppiata originalmente da Sara Cravens, doppiata in italiano da Alessandra Korompay.
- Mercante Pepe (in inglese Pepper Merchant), doppiato originalmente da Griffin McElroy, doppiato in italiano da Luigi Ferraro.
- Phoenix, doppiata originalmente da Jameela Jamil, doppiata in italiano da Francesca Manicone.
- Vasquez, doppiato originalmente da Danny Trejo, doppiato in italiano da Dario Oppido.
 È la guardia del corpo di Remy
- Rashida Remington, doppiata originalmente da Lorraine Toussaint, doppiata in italiano da Cinzia De Carolis.
 È la benestante madre di Remy. Lavora come avvocato
- Russell Remington, doppiato originalmente da Colton Dunn, doppiato in italiano da Mario Bombardieri.
 È il padre di Remy. È un avvocato ed ex giocatore di football dei Big City Bengals

## Produzione
L'8 marzo 2016, Disney XD ha dato il via libera alla serie con il titolo iniziale di Country Club.  La serie è stata creata dai fratelli Chris e Shane Houghton, che originariamente lavoravano a Harvey Beaks di Nickelodeon. Chris Houghton ha anche lavorato come artista dello storyboard in Gravity Falls con Rob Renzetti. La serie è stata successivamente ribattezzata Big City Greens il 21 luglio 2017.  L'animazione dello spettacolo è realizzata interamente con carta e penna tradizionali anziché con inchiostro digitale. La sigla è stata scritta ed eseguita da The Mowgli's. Il 28 Luglio 2017 ci fu un'anteprima al Comic-Con di San Diego 2017 ed è stata caricata sul canale YouTube di Disney XD lo stesso giorno. Il 17 maggio 2018, è stato riferito che Disney Channel aveva ordinato una seconda stagione di Big City Greens prima del debutto della serie. Il 7 ottobre 2019 è stato annunciato che la seconda stagione sarebbe stata presentata in anteprima il 4 novembre 2019, tuttavia, è stata posticipata al 16 novembre 2019. Il 13 gennaio 2021, la serie è stata rinnovata per una terza stagione. Il 21 gennaio 2022, la serie è stata rinnovata per una quarta stagione, che ha debuttato il 23 settembre 2023. 

## Distribuzione
In America è stata distribuita su Disney XD. In Italia invece è andata direttamente su Disney+.

## Accoglienza
Bekah Burbank di LaughingPlace.com ha elogiato i personaggi della serie, scrivendo: "Mentre le birichinate e le buffonate sono super sciocche e completamente ridicole, i personaggi stessi sono piuttosto divertenti. Proprio come in ogni famiglia, la stranezza è ciò a cui arrivi. ami di più le persone con cui trascorri del tempo. La famiglia Green potrebbe non essere perfetta, ma è positiva, solidale e ottimista indipendentemente dalla situazione. Tutti potrebbero trarre beneficio dal trascorrere un po' di tempo con questa stravagante famiglia."
Dave Trumbore di Collider ha affermato: "La serie animata fa un ottimo lavoro nel fornire risate da pesce fuor d'acqua insieme a un buon cuore vecchio stile, creando una storia rinfrescante che ha un piede in campagna e l'altro nella città."
Emily Ashby di Common Sense Media ha assegnato a Big City Greens un voto di quattro stelle su cinque e si è complimentata per la presenza di messaggi positivi e modelli di comportamento, scrivendo: " Big City Greens è una serie animata bizzarra ma commovente su una famiglia che si trasferisce dalla campagna alla città e non si adatta perfettamente. Nonostante estragga gli stereotipi familiari degli abitanti delle zone rurali, lo spettacolo ha forti temi incentrati sulla famiglia e risate sciocche e spensierate.
Jaclyn Appelgate di Comic Book Resources ha classificato Big City Greens al 5º posto nella lista dei "migliori cartoni animati per bambini attualmente in onda", affermando: "Sia i bambini che i genitori sono intrattenuti dalla commedia esilarante e dall'enfasi spensierata sulla famiglia. Sebbene la trama è di natura semplice, trattandosi di una famiglia di campagna che va a vivere in una grande città, è uno di quegli spettacoli su cui gli spettatori possono fare affidamento dopo una lunga giornata. Molti fan lo considerano addirittura una versione PG dei Simpsons, il che spiegherebbe perché gli adulti divertiti anche tu a guardarlo."